# 森林站 (基輔地鐵)
森林站（羅馬化：Lisova,  （ⓘ））是基輔地鐵斯維亞托申-布羅瓦雷線的一個車站，開通於1979年12月5日。森林站是基輔地鐵最後一個地面車站，也是斯維亞托申-布羅瓦雷線最東端的車站。

## 外部連結
- （乌克兰語） Kyivsky Metropoliten - Station description and Photographs
- （俄文） Metropoliten.kiev.ua - Station description and Photographs
- （捷克文） Zarohem.cz- Photographs